# Jabalsari
Jabalsari is een bestuurslaag in het regentschap Tulungagung van de provincie Oost-Java, Indonesië. Jabalsari telt 5430 inwoners (volkstelling 2010).